# Bibliapapír

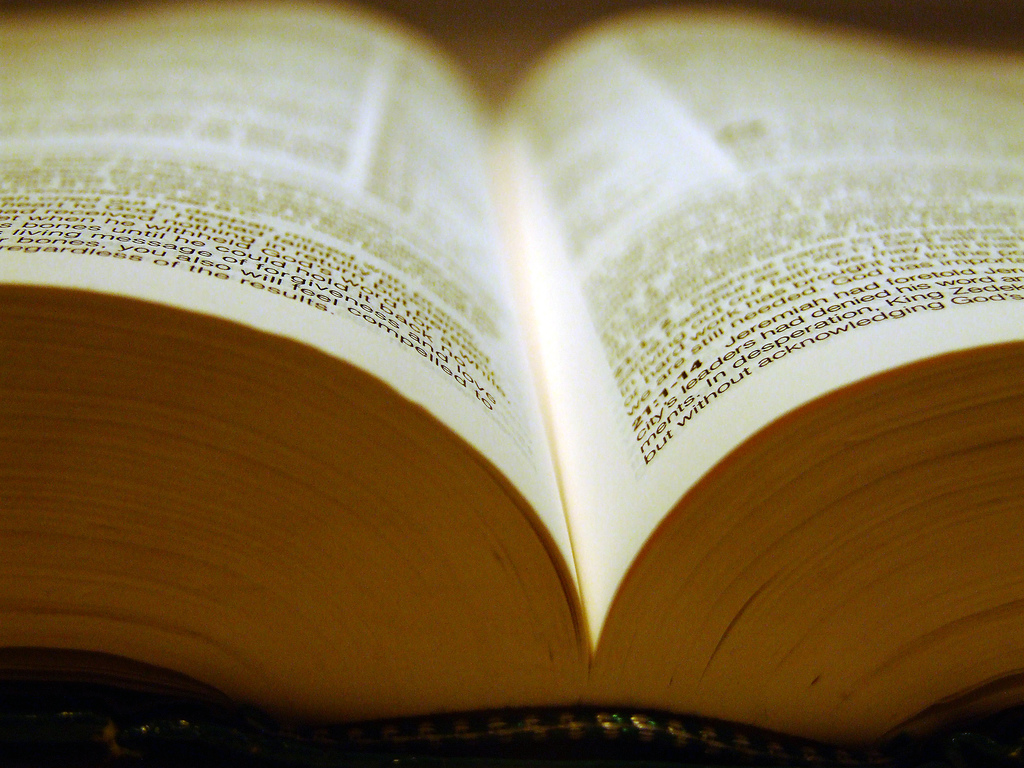
Bibliapapírra nyomtatott könyv

A bibliapapír (biblianyomó vagy biblianyomtató papiros) kiváló minőségű, könnyű (négyzetméterenként 25–50 gramm tömegű), vékony, rendesen famentes (tehát 100%-ig rongycellulózból készült) papírféleség. Felülete legtöbbször gépsima vagy gyengén simított, színe halványfehér vagy halvány csontsárga. Az áttetszőség csökkentése érdekében nagy a hamutartalma (körülbelül 15%), ennek köszönhetően meglehetősen lágy, ám – viszonylag magas gyapot-és vászonrost-tartalmának köszönhetően – igen tartós papírfajta.
Nevét onnan kapta, hogy főleg vékony papírból készült bibliák, ima- és misekönyvek, törvénytárak nyomtatására használták.
Napjainkban főleg nagy oldalszámú és súlyú, terjedelmes kiadványok (szótárak, enciklopédiák, kézikönyvek, zsebkönyvek), szépirodalmi klasszikusok, bibliák és luxus kiállítású bibliofil könyvek nyomtatására szolgál. Ez utóbbi funkciójához kapcsolódik a helytelen bibliofil papír elnevezés. A hagyományos, könyvnyomtatásra használt papír tömege körülbelül 90–120 gramm négyzetméterenként, így egy könyv súlya felére-háromnegyedére csökken a bibliapapír használatával.
Vékonysága miatt kihívást jelenthet a nyomdászatban nyomtatógépek (papírtovábbítás) és a nyomdafestékek (az átütés elkerülése) szempontjából is.